# Theodor Meron
Theodor Meron, ameriški pravnik, * 28. april 1930, Kalisz, Poljska.

## Življenjepis
Theodor Meron je študiral na univerzah v Jeruzalemu, Harvardu in Cambridgeu. V poznih šestdesetih letih 20. stoletja je nekaj časa delal kot svetovalec izraelskega zunanjega ministra, kasneje pa je postal profesor in še danes predava na univerzah v New Yorku, Ženevi, Haagu, Strasbourgu, Harvardu, Berkeleyu in drugod.
Od leta 2000 do 2001 je bil svetovalec za mednarodno pravo pri ameriškem State departmentu. Bil je tudi član svetovalnih teles mnogih organizacij na področju človekovih pravic (Americas Watch, Mednarodne zveze za človekove pravice, ...). Kot pravnik je deloval predvsem na področjih mednarodnih konfliktov, oboroženih spopadov, okoljevarstva in mednarodnega humanitarnega prava.
Ime sodnika Merona je neločljivo povezano z mnogimi procesi haaškega sodišča, predvsem pa z večjim delom procesa proti Slobodanu Miloševiću. Od leta 2002 in 2005 je bil predsednik haaškega sodišča za nekdanjo Jugoslavijo, še danes pa je njegov stalni sodnik.